# Constant Huysmans
Constant Huysmans (11 d'octubre de 1928 - 16 de maig de 2016) fou un futbolista belga.

## Selecció de Bèlgica
Va formar part de l'equip belga a la Copa del Món de 1954.